# エドゥアルド・デル・プエヨ
エドゥアルド・デル・プエヨ（Eduardo del Pueyo, 1905年8月29日 - 1986年11月9日）は、スペイン出身のピアノ奏者。
サラゴサの生まれ。地元の音楽学校を経てマドリード王立音楽院に入学し、ホセ・バルサの下でピアノを学ぶ。13歳の時には音楽院から一等賞を贈られ、15歳の時にルートヴィヒ・ヴァン・ベートーヴェンのピアノ協奏曲第3番を弾いてステージ・デビューを果たし、サラゴサ市から奨学金を得てパリに遊学した。パリではエミール＝オーギュスト・シャルティエ、モーリス・ラヴェルやイーゴリ・ストラヴィンスキーなどと親交を結び、ラウル・ラパラに作曲法、アマデオ・ド・モントリシャールに和声と対位法をそれぞれ師事した。1927年にはコンセール・ラムルーのベートーヴェン没後100年記念コンサートに出演して話題を呼んだが、この頃にマリー・ジャエル門下のジャンヌ・ボスキ・ヴァン・ス・グラーヴェンムーアーと出会い、演奏活動を中断して彼女の下でピアノ奏法を学び直した。1935年にはベルギーに移住し、ヘルマン・シェルヘンの指揮するベルギー国立管弦楽団とベートーヴェンのピアノ協奏曲第3番を演奏して演奏活動を再開した。1948年にはブリュッセル王立音楽院の教授に就任し、多くの後進を育てた。1952年より、エリザベート王妃国際音楽コンクールのピアノ部門の審査員に加わり、技術顧問も務めた。
ブリュッセル近郊ロド＝サン＝ジュネーズの自宅にて死去。

## 註
1. ↑  narejos.com
2. ↑  Sylvio Lago (2009). Arte do Piano - Compositores e Intérpretes. Algol Editora. p. 117. ISBN 9788560187027. OCLC 752962326
3. ↑  “Eduardo del Pueyo”. 2017年4月8日時点のオリジナルよりアーカイブ。2017年4月8日閲覧。

| スタブアイコン | サブスタブ | この項目は、まだ閲覧者の調べものの参照としては役立たない、人物に関連した書きかけの項目です。この項目を加筆・訂正などしてくださる協力者を求めています（P:人物伝/PJ:人物伝）。 |